# Un figlio al fronte
Un figlio al fronte (A Son at the Front) è un romanzo della scrittrice statunitense Edith Wharton. Scritto a Parigi fra il 1918 e il 1922, ambientato a Parigi durante la prima guerra mondiale, racconta le dolorose e avvincenti vicissitudini di un famoso pittore, John Campton, ritrattista del bel mondo parigino e internazionale dell'epoca e di suo figlio, George, giovane e idealista disposto a tutto, anche ad andare al fronte (tenendo il padre all'oscuro) pur di difendere i valori di civiltà e umanitari. Ricco di personaggi e di raffinatissime sfumature psicologiche, che resero la Wharton una delle più amate e lette scrittrici del secolo scorso, questo romanzo riesce a porsi quale inedito sguardo dall'interno sulla guerra. Il romanzo tratteggia, in un quadro impietoso ma anche salvifico, l'umanità durante la Grande Guerra. Tra i molti temi affrontati spicca quello del ritratto, ovvero del tentativo svolto dall'arte di entrare in rapporto con il volto, e attraverso di esso con gli altri, come una forma di istanza etica universale.

## Edizioni
- Un figlio al fronte, trad. di Pietro Pascarelli, introduzione di Barnaba Maj, Edizioni Grenelle, Potenza, 2016.

| Controllo di autorità | VIAF (EN) 8038147484260249360008 |